# انتشارات واتیکان
انتشارات واتیکان (ایتالیایی: Libreria Editrice Vaticana) یک ناشر است که توسط سریر مقدس در سال ۱۹۲۶ تأسیس شد. مسئول انتشار اسناد رسمی کلیسای کاتولیک روم از جمله مهر و موم پاپ و کتاب‌های منشور است. در ۲۷ ژوئن ۲۰۱۵، پاپ فرانسیس فرمان داد که انتشارات واتیکان در نهایت به دبیرخانه تازه تأسیس ارتباطات در کوریای رم ادغام خواهد شد.